# 믈라카 해협 모스크
믈라카 해협 모스크(말레이어: Masjid Selat Melaka)은 말레이시아 믈라카주 믈라카 믈라카섬에 있는 모스크이다. 모스크의 건설비용은 천만 링깃이였다.